# Миколаївка (Богодухівський район)
Микола́ївка — село в Україні, у Коломацькій селищній громаді Богодухівського району Харківської області. Населення становить 28 осіб. До 2017 орган місцевого самоврядування — Шляхівська сільська рада.

## Географія
Село Миколаївка знаходиться біля витоків річки Шляхова на якій зроблено кілька загат. Нижче за течією на відстані 1 км розташоване село Шляхове. До села примикає невеликий лісовий масив.

## Історія
12 червня 2020 року, розпорядженням Кабінету Міністрів України № 725-р «Про визначення адміністративних центрів та затвердження територій територіальних громад Харківської області», увійшло до складу Коломацької селищної громади.
19 липня 2020 року, в результаті адміністративно-територіальної реформи і ліквідації Коломацького району, село увійшло до складу Богодухівського району.